# Gorro

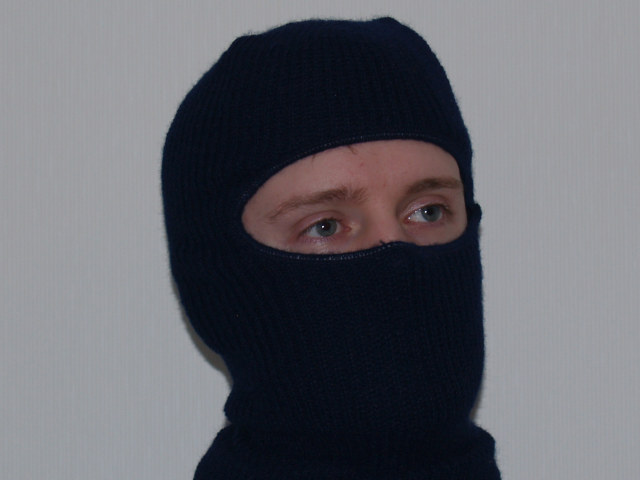
Balaclava

Gorro é um subtipo do chapéu árabe ou Barreto. Possui um formato arredondado, sem abas, que cobre as orelhas e é utilizado por homens e mulheres, idosos ou crianças, principalmente para a proteção contra o frio. Por norma, é feito de malha, tanto industrializada quanto tecida manualmente (através de técnicas como o tricô ou o crochê). 
Existem diversas variações nos tipos de gorro: uns podem ser amarrados por debaixo do queixo, chamados balaclavas, outros, cobrem completamente o rosto e o pescoço, deixando descobertos apenas os olhos e, às vezes, a boca. Este último modelo é utilizado, principalmente, por militares, agentes de polícia, alpinistas, esquiadores, motociclistas e também por criminosos.
Nos países em que o frio é muito intenso, os gorros podem ser feitos de outros materiais, como o couro, e são forrados com diferentes peles.
Destaca-se ainda a diferença entre o gorro e o quipá. Apesar de partilharem algumas semelhanças, o quipá é a peça de vestuário utilizada por judeus, tanto como símbolo de identificação cultural como sinal de temor a Deus.

## Galeria de gorros

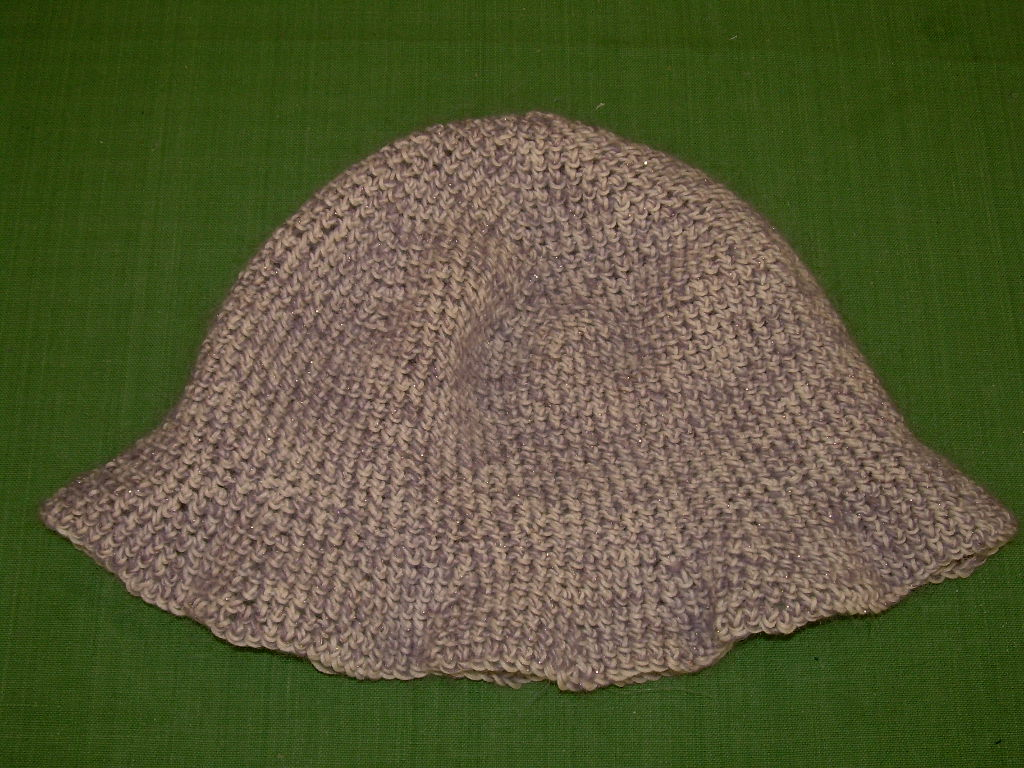
Gorro de crochê
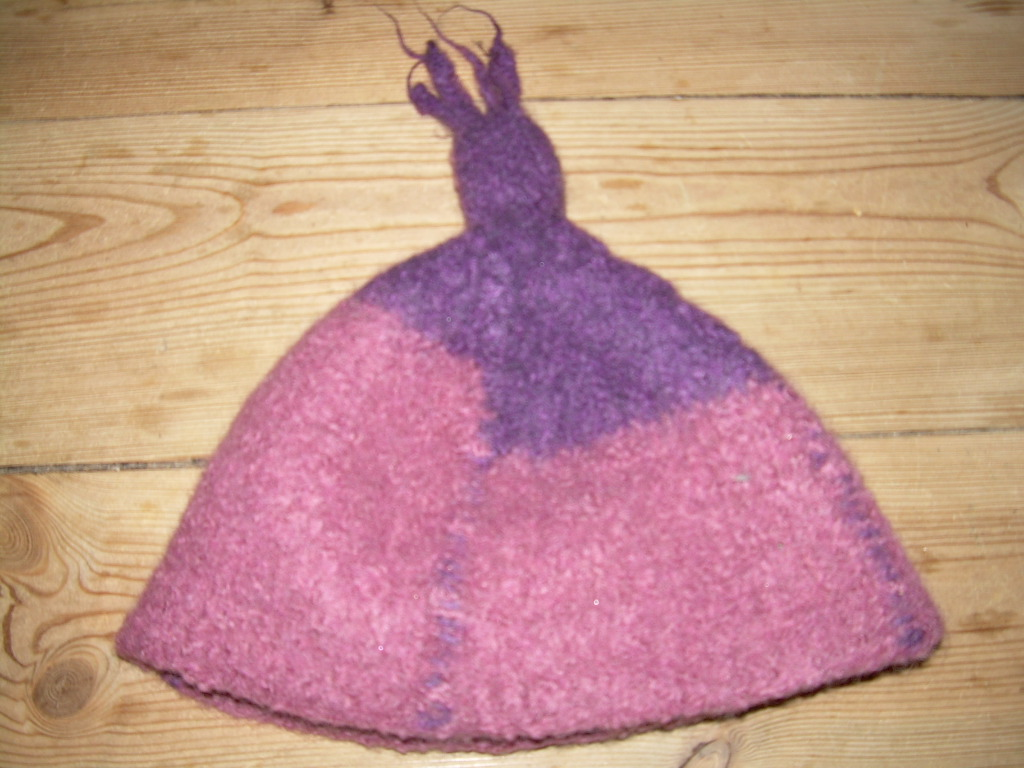
Gorro de lã
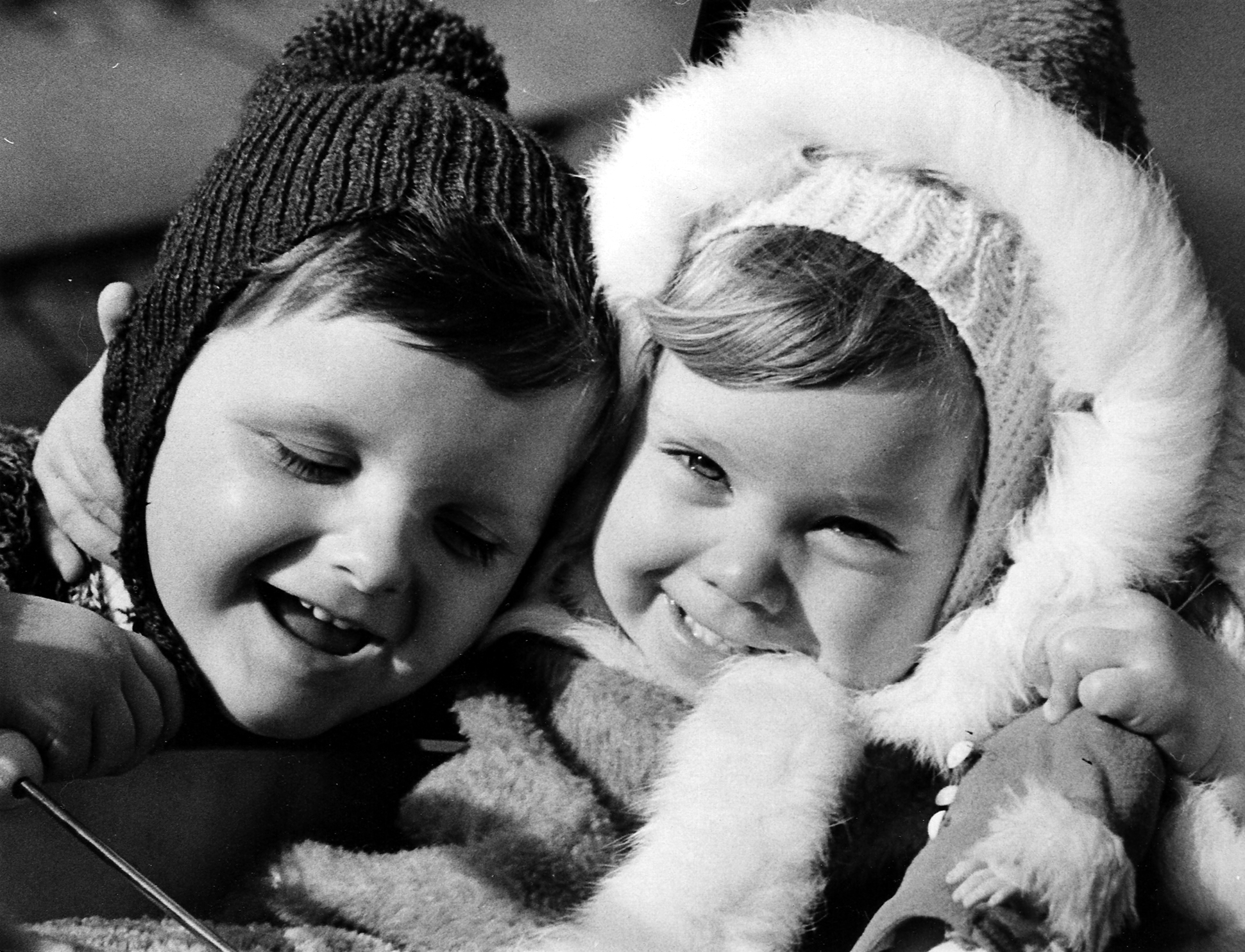
Crianças usando gorros de tricô artesanal
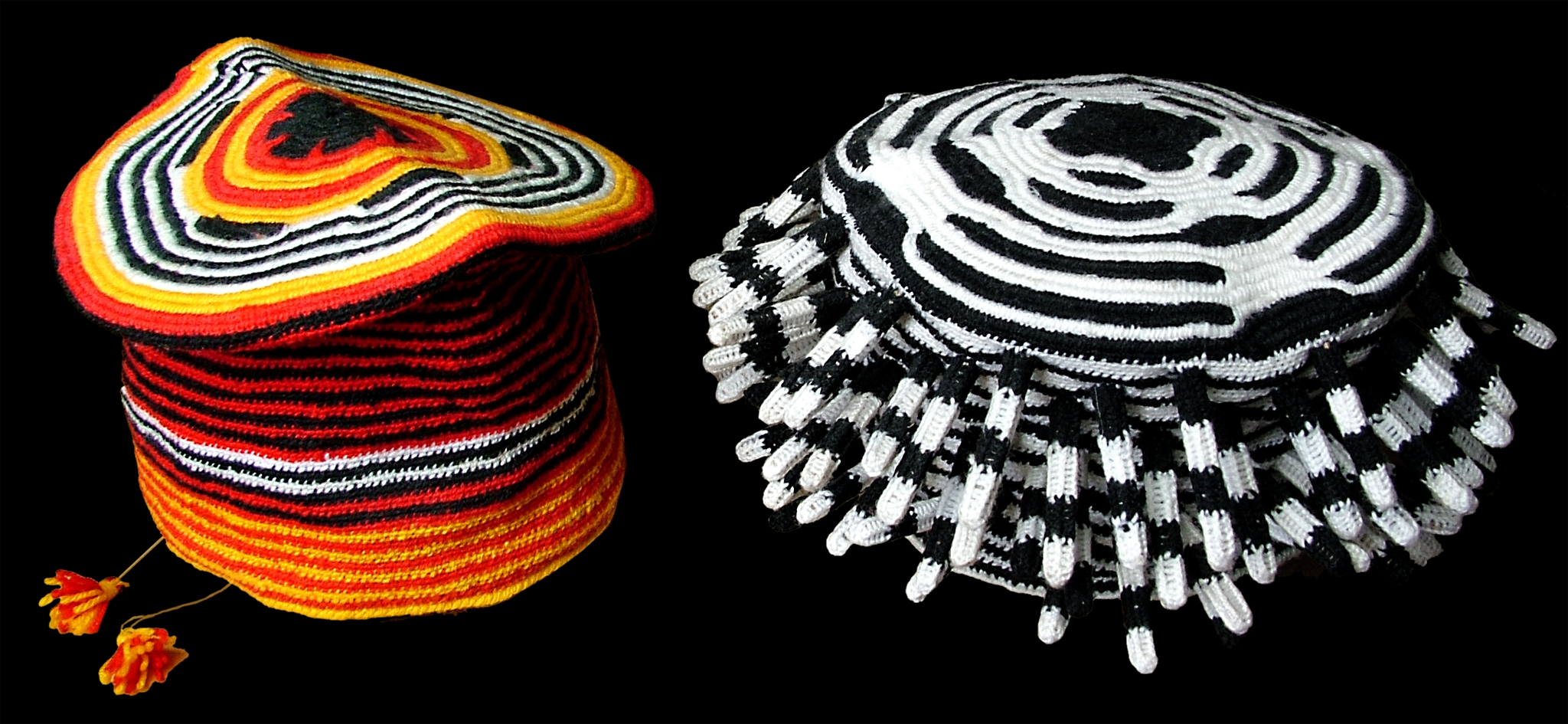
Gorros artesanais dos Camarões
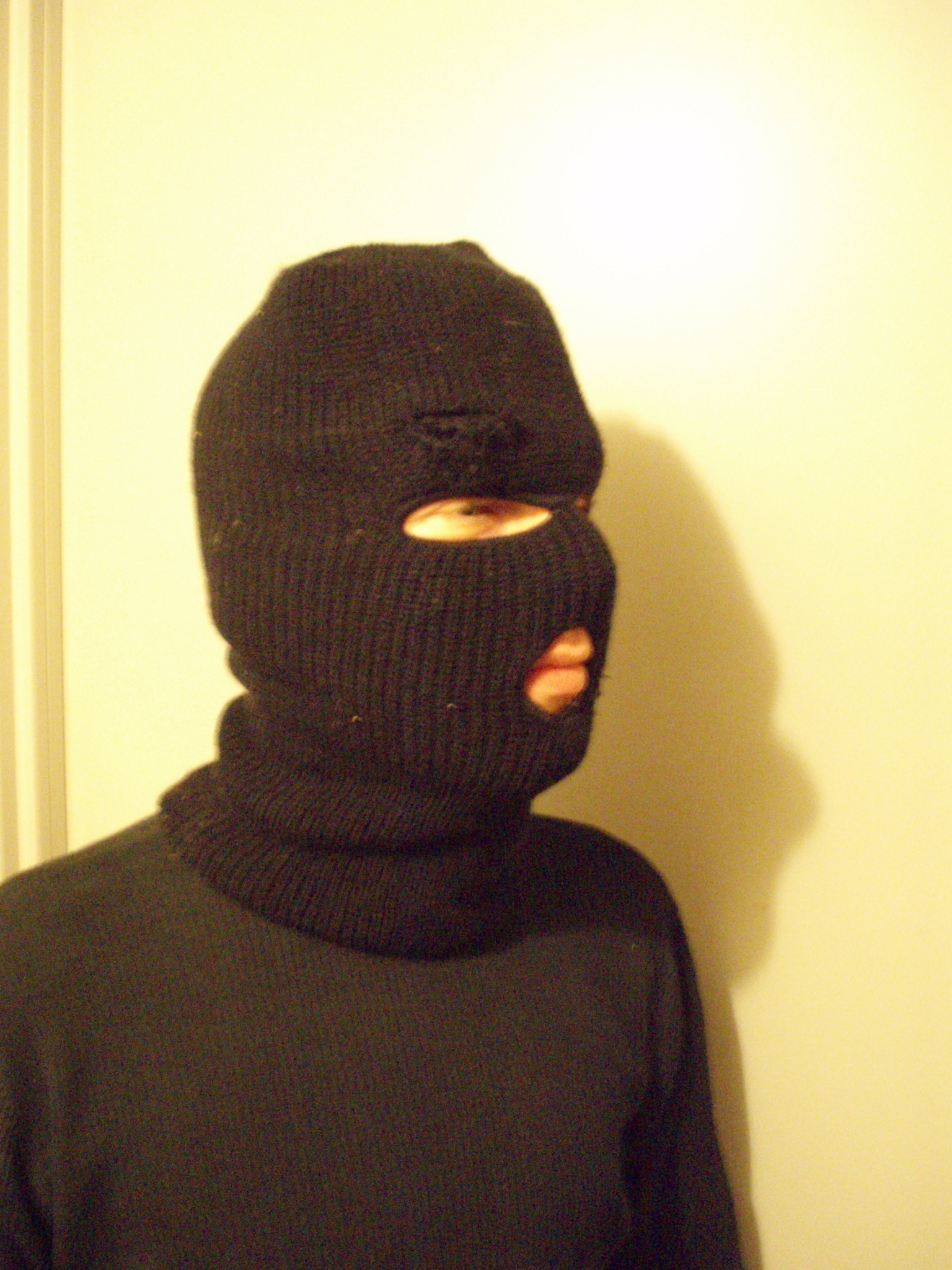
Balaclava
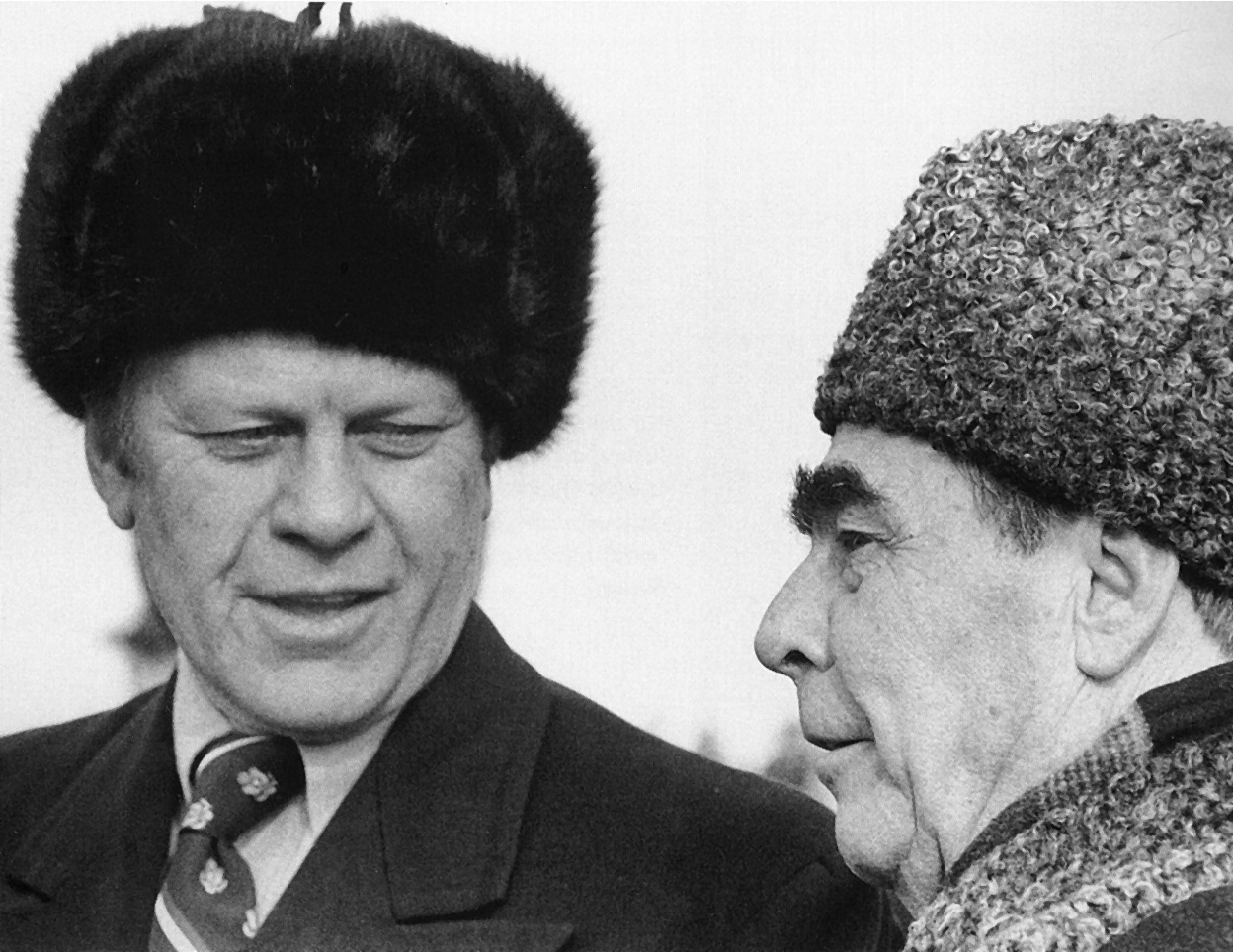
Gerald Ford e Leonid Brezhnev usando gorros em 1974
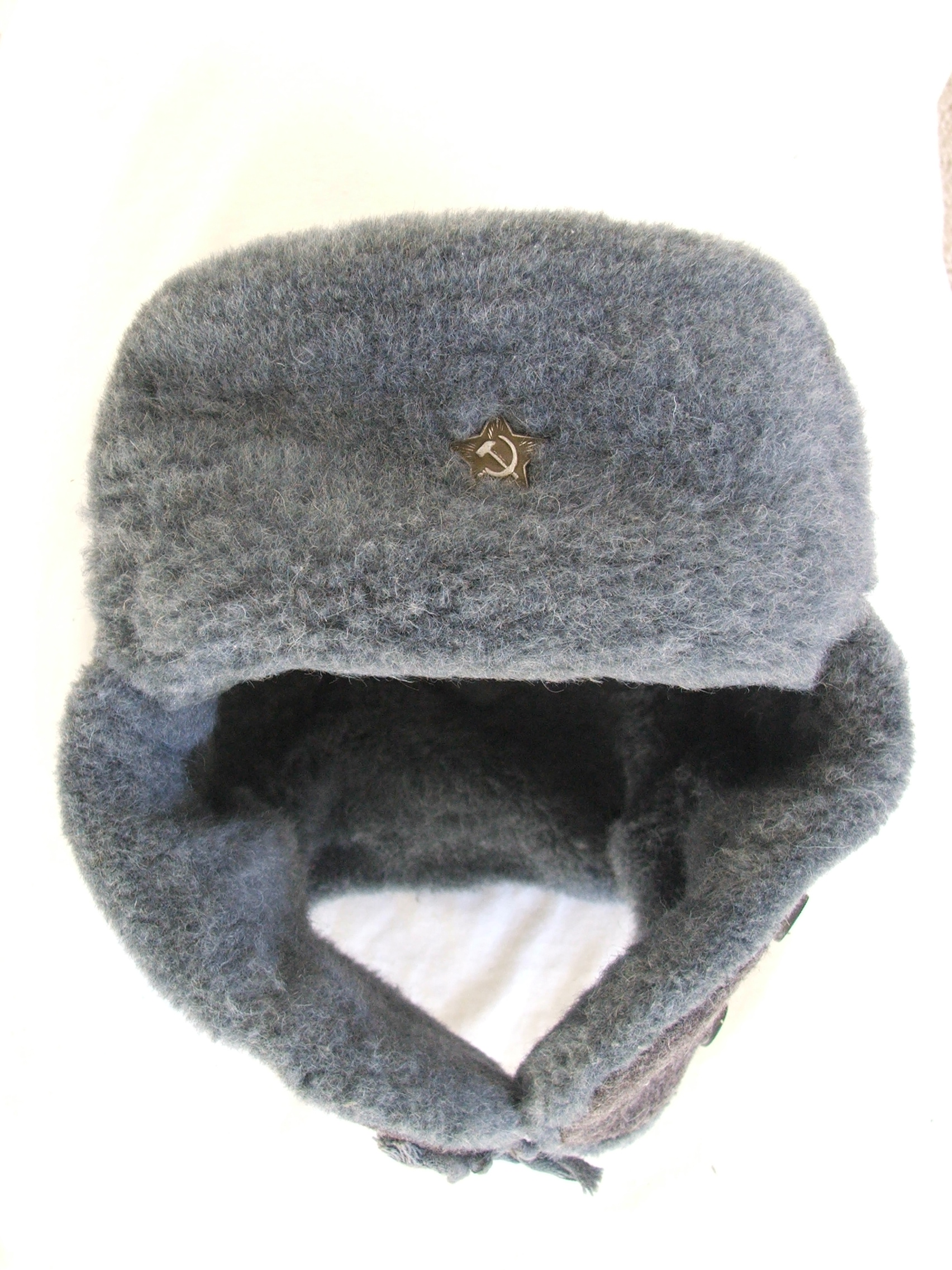
Gorro do exército russo